# IC 3107
IC 3107 ist eine Spiralgalaxie vom Hubble-Typ Sbc im Sternbild Jungfrau auf der Ekliptik. Sie ist schätzungsweise 323 Millionen Lichtjahre von der Milchstraße entfernt. Unter der Katalogbezeichnung VCC 257 wird sie als Mitglied des Virgo-Galaxienhaufens aufgeführt.

Das Objekt wurde am 6. September 1900 von dem deutschen Astronomen Arnold Schwassmann entdeckt.